# Antônio Augusto de Barros e Vasconcelos
Antônio Augusto de Barros e Vasconcelos, primeiro e único barão de Penalva (Pará, 13 de dezembro de 1831 — Paris, 13 de junho de 1910), foi um político e militar brasileiro.
Filho de Antônio de Barros e Vasconcelos e D. Isabel Müller de Barros e Vasconcelos, casou-se com D. Rosa Maria Pinto de Magalhães. Funcionário público, foi diretor dos Correios no Maranhão e inspetor da tesouraria no Amazonas. Alistou-se como voluntário da Pátria na Guerra do Paraguai, onde foi ferido duas vezes.
Foi eleito várias vezes deputado provincial no Maranhão, também deputado geral nas 15ª e 16ª legislaturas, de 1872 a 1878. Agraciado barão em 8 de junho de 1870, era dignitário da Imperial Ordem da Rosa.